# 王作安 (1958年)
王作安（1958年5月—），男，汉族，江苏宜兴人，中华人民共和国政治人物，南京大学哲学系毕业。曾任中共中央统战部副部长，中华人民共和国国家宗教事务局局长、党组书记，中國共產黨第十八屆中央委員會委員（2014年10月递补为中央委员）。

## 生平
1977年9月参加工作，任江苏省宜兴市工艺美术陶瓷厂职工。
1979年9月至1983年7月在南京大学哲学系哲学专业学习。1983年大学毕业后，王作安进入中共中央统战部工作。1983年7月至1987年8月任中央统战部研究室干部、助理调研员。1985年6月加入中国共产党。1987年转入国家宗教事务局。1987年8月至1988年10月任国务院宗教事务局政策研究室副主任。历任研究室副主任、政策法规司副司长、办公室主任等职。
1988年10月至1990年12月任国务院宗教事务局政策法规司政研处处长。1990年12月至1994年7月任政策法规司副司长兼政研处处长。1994年7月至1995年3月任国务院宗教事务局办公室主任、局机关纪委委员。1998年1月至1998年2月任国务院宗教事务局办公室主任、党组成员，1998年2月至2009年9月任国家宗教事务局副局长、党组成员（期间兼任过宗教文化出版社社长、总编、《中国宗教》杂志社社长等职）。
2009年9月至2018年3月任国家宗教事务局局长、党组书记。2018年3月起任中共中央统战部副部长，国家宗教事务局局长、党组书记。2022年6月，卸任退休。